# Маралихинский сельсовет (Краснощёковский район)
Маралихинский сельсовет — сельское поселение в Краснощёковском районе Алтайского края Российской Федерации.
Административный центр — село Маралиха.

## История
Статус и границы сельского поселения установлены Законом Алтайского края от 2 декабря 2003 года № 64-ЗС «Об установлении границ муниципальных образований и наделении их статусом сельского, городского поселения, городского округа, муниципального района».
Законом Алтайского края от 30 июня 2015 года № 63-ЗС, Куйбышевский сельсовет и Маралихинский сельсовет были преобразованы, путём их объединения, в Маралихинский сельсовет с административным центром в селе Маралиха.

## Население
| 1997  | 1998  | 1999  | 2000  | 2001  | 2002  | 2003  | 2004  | 2005  | 2006  |
| ----- | ----- | ----- | ----- | ----- | ----- | ----- | ----- | ----- | ----- |
| 2207  | ↘2160 | ↘2143 | ↘2129 | ↘2089 | ↗2100 | ↘2053 | ↘2019 | ↘1966 | ↘1948 |
| 2007  | 2008  | 2009  | 2010  | 2011  | 2012  | 2013  | 2014  | 2015  | 2016  |
| ↘1916 | ↘1901 | ↘1857 | ↘1797 | ↘1788 | ↘1735 | ↗1741 | ↘1718 | ↘1677 | ↗2353 |
| 2017  | 2018  | 2019  | 2020  | 2021  |       |       |       |       |       |
| ↘2303 | ↘2231 | ↘2200 | ↘2171 | ↘2122 |       |       |       |       |       |

Гендерный состав
По результатам Всероссийской переписи населения 2010 года, численность населения муниципального образования составила 1797 человек, в том числе 881 мужчина и 916 женщин.

## Состав сельского поселения
| № | Населённый пункт | Тип населённого пункта       | Население |
| - | ---------------- | ---------------------------- | --------- |
| 1 | Золотушка        | посёлок                      | ↘112      |
| 2 | Куйбышево        | село                         | ↘631      |
| 3 | Маралиха         | село, административный центр | ↘1677     |